# Isländischer Fußballpokal der Männer 1977
Der isländische Fußballpokal 1977 war die 18. Austragung des isländischen Pokalwettbewerbs der Männer. Pokalsieger wurde Titelverteidiger Valur Reykjavík. Das Team setzte sich im Finale am 11. September 1977 im Laugardalsvöllur von Reykjavík gegen Fram Reykjavík durch.

## Modus
Die Begegnungen wurden in einem Spiel ausgetragen. Bei unentschiedenem Ausgang wurde das Spiel auf des Gegners Platz wiederholt. In den ersten drei Runden nahmen Vereine ab der zweiten Liga abwärts teil. Die Mannschaften aus der ersten Liga starteten im Achtelfinale.

## 1. Runde
| Datum      |                      | Ergebnis |                       |
| ---------- | -------------------- | -------- | --------------------- |
| 31.05.1977 | UMF Stjarnan         | 3:1      | þór þorlákshöfn       |
| 31.05.1977 | UMF Njarðvík         | 1:3      | Víðir Garði           |
| 31.05.1977 | UMF Selfoss          | 5:0      | ÍF Grótta             |
| 31.05.1977 | Leiknir Reykjavík    | 2:4      | Ármann Reykjavík      |
| 04.06.1977 | UMF Víkingur         | 4:1      | Snæfell Stykkishólmur |
| 07.06.1977 | Leiftur Ólafsfjörður | 1:4      | Arroðinn Akureyri     |
| 07.06.1977 | þróttur Norðfjörður  | 4:1      | Austri Eskifjörður    |
| 13.06.1977 | UMF Einherji         | 8:1      | Huginn Seyðisfjörður  |

## 2. Runde
| Datum      |                         | Ergebnis |                      |
| ---------- | ----------------------- | -------- | -------------------- |
| 14.06.1977 | Hvöt Blönduós           | 0:1      | UMF Tindastóll       |
| 14.06.1977 | KS Siglufjarðar         | 1:2      | Reynir Árskógsströnd |
| 14.06.1977 | Ármann Reykjavík        | 2:1      | UMF Grindavík        |
| 14.06.1977 | Völsungur Húsavík       | 6:0      | Magni Grenivík       |
| 14.06.1977 | Arroðinn Akureyri       | 0:1      | KA Akureyri          |
| 14.06.1977 | UMF Bolungarvík         | 0:5      | ÍB Ísafjörður        |
| 14.06.1977 | Víðir Garði             | 4:1      | IK Kópavogur         |
| 14.06.1977 | Fylkir Reykjavík        | 5:1      | UMF Stjarnan         |
| 14.06.1977 | Haukar Hafnarfjörður    | 2:4      | þróttur Reykjavík    |
| 14.06.1977 | Hrafnkell Freysgoði     | 1:2      | þróttur Norðfjörður  |
| 14.06.1977 | UMF Selfoss             | 3:0      | UMF Víkingur         |
| 29.06.1977 | Leiknir Fáskrúðsfjörður | 2:5      | UMF Einherji         |

## 3. Runde
| Datum      |                      | Ergebnis |                   |
| ---------- | -------------------- | -------- | ----------------- |
| 28.06.1977 | þróttur Reykjavík    | 4:0      | Víðir Garði       |
| 28.06.1977 | ÍB Ísafjörður        | 4:5      | UMF Selfoss       |
| 28.06.1977 | Ármann Reykjavík     | 4:0      | Fylkir Reykjavík  |
| 28.06.1977 | KA Akureyri          | 3:1      | UMF Tindastóll    |
| 28.06.1977 | Reynir Árskógsströnd | 4:3      | Völsungur Húsavík |
| 06.07.1977 | þróttur Norðfjörður  | 3:1      | UMF Einherji      |

## Achtelfinale
Teilnehmer: Die sechs Sieger der 3. Runde und die zehn Teams der 1. deild 1977.
| Datum      |                      | Ergebnis |                      |
| ---------- | -------------------- | -------- | -------------------- |
| 12.07.1977 | Valur Reykjavík      | 6:1      | þór Akureyri         |
| 13.07.1977 | ÍA Akranes           | 1:0      | Breiðablik Kópavogur |
| 13.07.1977 | Ármann Reykjavík     | 0:5      | FH Hafnarfjörður     |
| 13.07.1977 | ÍB Keflavík          | 3:0      | KA Akureyri          |
| 14.07.1977 | þróttur Reykjavík    | 2:3      | Fram Reykjavík       |
| 14.07.1977 | KR Reykjavík         | 6:0      | UMF Selfoss          |
| 19.07.1977 | Víkingur Reykjavík   | 2:1      | þróttur Norðfjörður  |
| 26.07.1977 | Reynir Árskógsströnd | 1:7      | ÍBV Vestmannaeyja    |

## Viertelfinale
| Datum      |                   | Ergebnis |                    |
| ---------- | ----------------- | -------- | ------------------ |
| 27.07.1977 | FH Hafnarfjörður  | 3:2      | ÍA Akranes         |
| 28.07.1977 | Valur Reykjavík   | 2:1      | Víkingur Reykjavík |
| 29.07.1977 | Fram Reykjavík    | 2:0      | KR Reykjavík       |
| 29.07.1977 | ÍBV Vestmannaeyja | 3:2      | ÍB Keflavík        |

## Halbfinale
| Datum      |                  | Ergebnis |                   |
| ---------- | ---------------- | -------- | ----------------- |
| 09.08.1977 | FH Hafnarfjörður | 0:3      | Fram Reykjavík    |
| 10.08.1977 | Valur Reykjavík  | 4:0      | ÍBV Vestmannaeyja |

## Finale
| Paarung  | Valur Reykjavík – Fram Reykjavík                                                      |
| Ergebnis | 2:1                                                                                   |
| Datum    | 11. September 1977                                                                    |
| Stadion  | Laugardalsvöllur, Reykjavík                                                           |
| Tore     | Für Valur: Atli Eðvaldsson , Ingi Björn Albertsson Für Fram: Sigurbergur Sigsteinsson |